# Lime Springs
Lime Springs är en ort i Howard County i Iowa. Vid 2020 års folkräkning hade Lime Springs 473 invånare.